# Tensão magnética

A força de tensão magnética, representada pela seta vermelha, atua para endireitar as linhas de campo magnético curvadas em preto.

Na física, a tensão magnética é uma força restauradora [en] com unidades de densidade de força [en] que atua para endireitar linhas de campo magnético [en] dobradas. Em unidades do S.I., a densidade de força {\displaystyle \mathbf {f} _{T}} exercida perpendicularmente a um campo magnético {\displaystyle \mathbf {B} } pode ser expressa como
{\displaystyle \mathbf {f} _{T}={\frac {\left(\mathbf {B} \cdot \nabla \right)\mathbf {B} }{\mu _{0}}}}
onde {\displaystyle \mu _{0}} é a permeabilidade ao vácuo.
As forças de tensão magnética também dependem das densidades de correntes vetoriais e sua interação com o campo magnético. A plotagem da tensão magnética ao longo das linhas de campo adjacentes pode fornecer uma imagem de sua divergência e convergência em relação uma à outra, bem como densidades de corrente.[carece de fontes?]
A tensão magnética é análoga à força restauradora dos elásticos.

## Afirmação matemática
Em magneto-hidrodinâmica (MHD) ideal, a força de tensão magnética em um fluido eletricamente condutor com um campo de velocidade [en] de plasma em massa {\displaystyle \mathbf {v} }, densidade de corrente {\displaystyle \mathbf {J} }, densidade de massa {\displaystyle \rho }, campo magnético {\displaystyle \mathbf {B} }, e a pressão de plasma  {\displaystyle p} pode ser derivada da equação do momento de Cauchy [en]:
{\displaystyle \rho \left({\frac {\partial }{\partial t}}+\mathbf {v} \cdot \nabla \right)\mathbf {v} =\mathbf {J} \times \mathbf {B} -\nabla p,}
onde o primeiro termo do lado direito representa a força de Lorentz e o segundo termo representa as forças do gradiente de pressão. A força de Lorentz pode ser expandida usando a lei de Ampère, {\displaystyle \mu _{0}\mathbf {J} =\nabla \times \mathbf {B} }, e a identidade do vetor
{\displaystyle {\tfrac {1}{2}}\nabla (\mathbf {B} \cdot \mathbf {B} )=(\mathbf {B} \cdot \nabla )\mathbf {B} +\mathbf {B} \times (\nabla \times \mathbf {B} )}
para dar
{\displaystyle \mathbf {J} \times \mathbf {B} ={(\mathbf {B} \cdot \nabla )\mathbf {B}  \over \mu _{0}}-\nabla \left({\frac {B^{2}}{2\mu _{0}}}\right),}
onde o primeiro termo do lado direito é a tensão magnética e o segundo termo é a força de pressão magnética.
A força devido a mudanças na magnitude de {\displaystyle \mathbf {B} } e sua direção pode ser separada escrevendo {\displaystyle \mathbf {B} =B\mathbf {b} } com {\displaystyle B=|\mathbf {B} |} e {\displaystyle \mathbf {b} } um vetor unitário:
{\displaystyle {(\mathbf {B} \cdot \nabla )\mathbf {B}  \over \mu _{0}}={\frac {B^{2}}{\mu _{0}}}(\mathbf {b} \cdot \nabla )\mathbf {b} ={\frac {B^{2}}{\mu _{0}}}{\boldsymbol {\kappa }}}
onde
{\displaystyle {\boldsymbol {\kappa }}=(\mathbf {b} \cdot \nabla )\mathbf {b} }
tem magnitude igual à curvatura, ou o recíproco do raio de curvatura, e é direcionado de um ponto em uma linha de campo magnético para o centro de curvatura. Portanto, à medida que a curvatura da linha do campo magnético aumenta, também aumenta a força de tensão magnética que resiste a essa curvatura.
A tensão e a pressão magnética estão implicitamente incluídas no tensor de tensão de Maxwell. Os termos que representam essas duas forças estão presentes ao longo da diagonal principal, onde atuam nos elementos de área diferencial normais ao eixo correspondente.

## Física de plasma
A tensão magnética é particularmente importante na física de plasma [en] e na magneto-hidrodinâmica (MHD), onde controla a dinâmica de alguns sistemas e a forma das estruturas magnéticas. Por exemplo, em um campo magnético homogêneo e na ausência de gravidade, a tensão magnética é o único condutor das ondas de Alfvén lineares.